# هولند (مقاطعة لا كروس)
هولند، مقاطعة لا كروس (بالإنجليزية: Holland, La Crosse County, Wisconsin)‏ هي بلدة تقع بولاية ويسكونسن في الولايات المتحدة. تبلغ مساحتها 118.2 (كم²)، وترتفع عن سطح البحر 217 م، بلغ عدد سكانها 3851 نسمة في عام 2012 حسب إحصاء مكتب تعداد الولايات المتحدة وتصل الكثافة السكانية فيها 29.4 نسمة/كم2.

## وصلات خارجية
- The US50 - Cities and Towns in Wisconsin State
- Wisconsin Cities and Towns, Facts, Map, Flag, Colleges, Government, and More